# 非自發性生殖

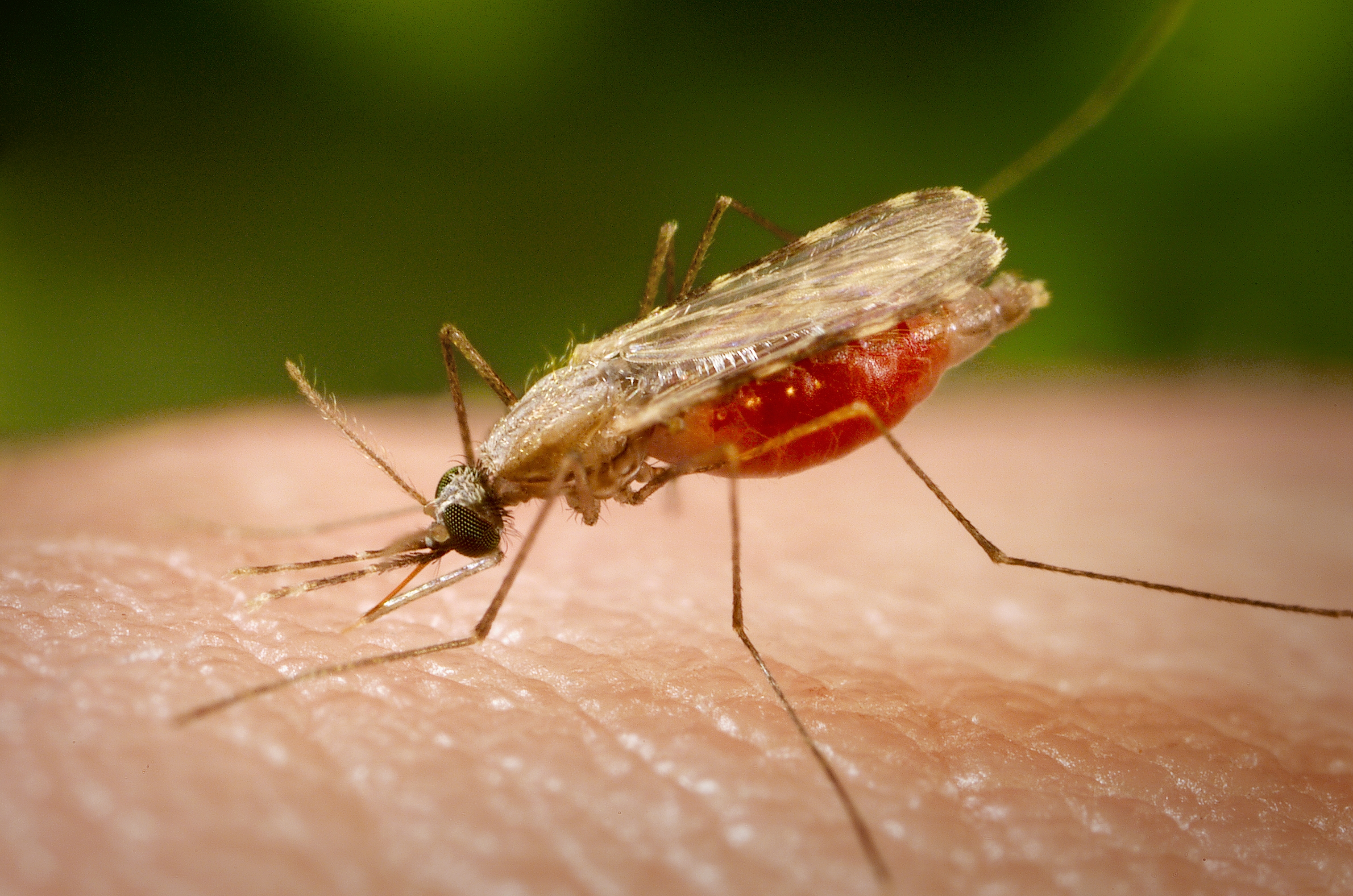
一隻雌性微小瘧蚊（Anopheles minimus，瘧蚊屬）正在從其人類宿主身上吸食鮮血大餐，以滋補其身體進行非自發性生殖。

非自發性生殖（或），或作非自發性繁殖，是一個昆虫学的名詞，指雌性昆虫的一種獨特生殖策略：在產卵之前牠們必須要進食某種特定食物（一般來說都是脊椎动物的血液），才能使其所產的卵子能夠成熟。這種行為在雙翅目昆蟲中（例如：蚊子）最為常見。非自發性生殖動物經常都成為了其宿主的感染载体，因為牠們與其宿主的血液有接觸。與此相對的，就是無需進食某種特定食物亦可成功進行繁殖活動的自發性生殖（或）。

## 解剖學與生理學
非自發性生殖及因而衍生的血液進食行為似乎只在雙翅目昆蟲出現，包括了蚊、蚋、沙蠅、虻及蠓等物種均有非自發性產卵行為。這些需要吸血的物種均有尖銳、剃刀般鋒利的口器，即使是無需產卵的雄性物種也有，但未有完全長成。由於這些物種會從其他有液體成份的食物（例如：花蜜、蔬果汁）去獲得額外的營養，因此這些物種會表現出一種「雙重食慾」，透過調節分別進食含糖或蛋白質的食物而改變其飲食。

## 自發生殖
在產卵前需要吸食血液，對於一些諸如真蜱目等以血液作其日常或主要飲食的物種來說，這些物種採取自發生性生殖，也就是說：即使牠們沒有吸血，也能夠正常產卵。不少昆蟲在成蟲後都無需進食蛋白質豐富的食物後才可以產卵，因為牠們在還是幼蟲階段時，就已儲存足夠牠們未來產卵用所需的養份。然而，大多數物種在未有進食蛋白質的狀況下，產卵的數量會比較少，而幾乎所有物種在產過第一批卵之後，要再產卵的話都要進食高蛋白含量的食物。

## 參看
- 寄生學（Parasitism）
- 吸血 (生物学)
- 蚊媒疾病